# Mussoorie

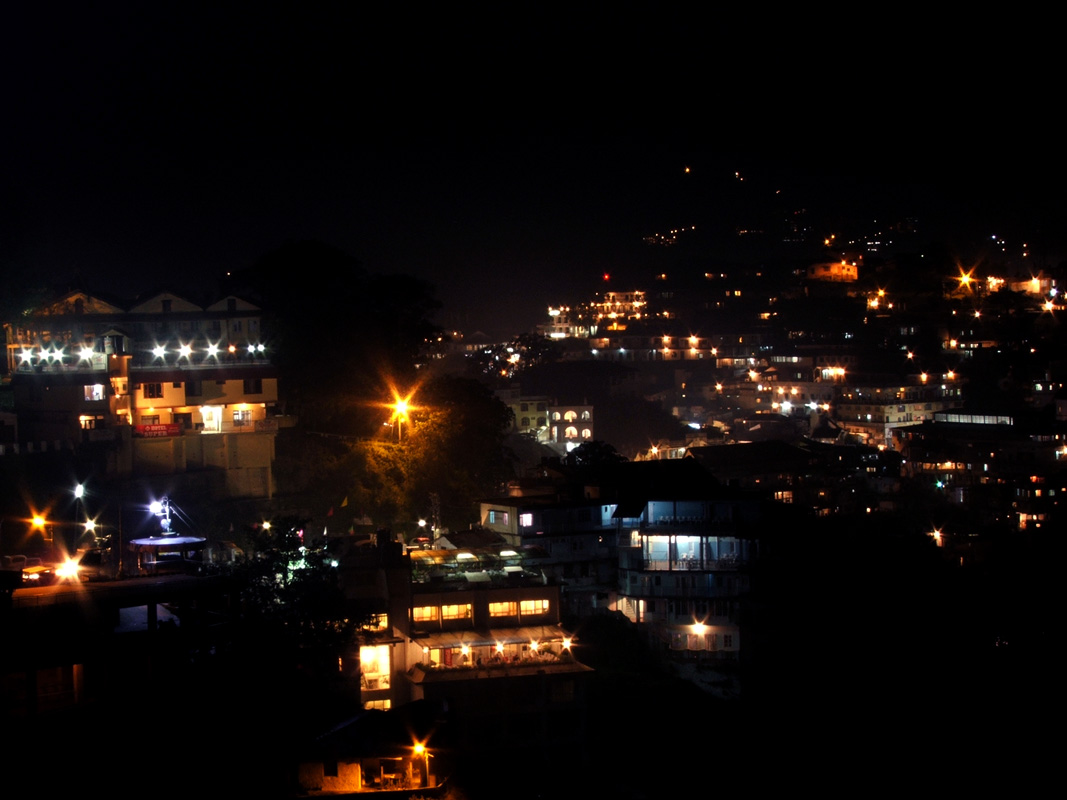
Mussoorie om natten.

Mussoorie (hindi मसूरी, Masūrī) är en stad i distriktet Dehradun i den indiska delstaten Uttarakhand. Staden ligger på 2 200 meters höjd över havet på en bergskam i en utlöpare från Himalayamassivet. Folkmängden uppgick till 30 118 invånare vid folkräkningen 2011, med totalt 33 657 invånare inklusive garnisonsstaden Landaur. I denna stad finns den Indo-tibetanska gränspolisens högskola, Indo-Tibetan Border Police Academy.